# Agave filifera subsp. multifilifera
Agave filifera subsp. multifilifera ist eine Unterart der Pflanzenart Agave filifera aus der Gattung der Agaven (Agave). Ein englischer Trivialname ist „Chahuiqui Century Plant“.

## Beschreibung
Agave filifera subsp. multifilifera wächst einzeln und bildet kurze Stämme. Die Rosetten sind 100 bis 150 cm breit. Die hellgrünen, linealischen bis lanzettförmigen, variabel angeordneten Blätter sind 50 bis 80 cm lang und 1,2 bis 3,5 cm breit. Die Blattränder sind dicht faserig. Der graue bis braune Enddorn wird bis 1,3 cm lang.
Der ährige Blütenstand wird bis 5 m hoch. Die grünen bis pinkfarbenen, zahlreichen Blüten sind 40 bis 45 mm lang, erscheinen zwischen den Blättern und reihen bis zur Spitze des Blütenstandes an den variabel angeordneten Verzweigungen. Die Blütenröhre ist bis 5 mm lang.
Die länglichen bis eiförmigen, dreikammerigen Kapselfrüchte sind 20 bis 25 mm lang und 10 bis 12 mm breit. Die schwarzen, variabel geformten Samen sind 3,5 bis 4,5 mm lang und 2,5 bis 3 mm breit.
Die Blütezeit reicht von Juni bis August.

## Systematik und Verbreitung
Agave filifera subsp. multifilifera wächst in Mexiko in den Bundesstaaten Chihuahua, Durango und Sinaloa in Gebirgsregionen von 1400 bis 2200 m Höhe. Sie ist vergesellschaftet mit zahlreichen Sukkulenten- und Kakteenarten.
Die Erstbeschreibung durch Howard Scott Gentry ist 1972 veröffentlicht worden. Aufgrund von Literaturstudien wurde die Art von Ullrich in die Unterart Agave filifera subsp. multifilifera reduziert. Die systematische Position bedarf weiterer Untersuchungen.
Agave filifera subsp. multifilifera ist ein Vertreter der Gruppe Filiferae. Das Verbreitungsgebiet reicht von Zentralchihuahua über Norddurango bis Nordsinola. Die Art ist eine der robustesten Vertreter innerhalb der Gruppe. Im Jugendstadium ähneln sie Agave filifera, jedoch sind die Unterschiede in Größe und Blattstruktur erkennbar. Sie ist nahe mit Agave schidigera verwandt, gleichwohl werden Unterschiede der Blatt- und Blütenstruktur deutlich.